# Gintarė Gaivenytė
Gintarė Gaivenytė (Utena, 23 de abril de 1986) es una deportista lituana que compitió en ciclismo en la modalidad de pista, especialista en la prueba de velocidad por equipos.
Ganó dos medallas de bronce en el Campeonato Mundial de Ciclismo en Pista, en los años 2009 y 2010, y una medalla de oro en el Campeonato Europeo de Ciclismo en Pista de 2012.

## Medallero internacional
| Campeonato Mundial | Campeonato Mundial   | Campeonato Mundial | Campeonato Mundial    |
| Año                | Lugar                | Medalla            | Competición           |
| ------------------ | -------------------- | ------------------ | --------------------- |
| 2009               | Pruszków (Polonia)   | Medalla de bronce  | Velocidad por equipos |
| 2010               | Ballerup (Dinamarca) | Medalla de bronce  | Velocidad por equipos |
| Campeonato Europeo |                      |                    |                       |
| Año                | Lugar                | Medalla            | Competición           |
| 2012               | Panevėžys (Lituania) | Medalla de oro     | Velocidad por equipos |